# Akio Ōtsuka
Akio Ōtsuka (jap. 大塚 明夫 Ōtsuka Akio; ur. 24 listopada 1959 w Tokio) – japoński aktor oraz seiyū.
Znany ze swojego głębokiego tonu głosu. Do jego rozpoznawalnych ról należą Shunsui Kyōraku z serii Bleach, Blackbeard z One Piece czy Gō Karuma (Manfred von Karma) z adaptacji serii gier Phoenix Wright: Ace Attorney. Przez młodszą widownię kojarzony z użyczania głosu Tatusiowi Muminka w serialu animowanym z 1990 roku. Podkłada również głos pod zagranicznych aktorów, takich jak Steven Seagal, Denzel Washington czy Nicolas Cage, a także w amerykańskich kreskówkach, np. jako Śmigacz McKwak w Kaczych opowieściach.
Syn Chikao Ōtsuki, który także był aktorem.
Jest związany z agencją Mausu Promotion.

## Wybrana filmografia
- 1990: Fushigi no umi no Nadia – kapitan Nemo
- 1990: Muminki – Tatuś Muminka
- 1991: Tajemniczy ogród – Hawkins
- 1992: Kometa nad Doliną Muminków – Tatuś Muminka
- 1992: Szkarłatny pilot – Donald Curtis
- 1994: Anpanman – Naganegiman
- 1994: Wojowniczki z Krainy Marzeń – Windom
- 1995: Ghost in the Shell – Batō
- 1996: The Vision of Escaflowne – Goau
- 1998: Cowboy Bebop – Whitney Hagas Matsumoto
- 1999: Magiczny kamień – Vargas
- 2002: Full Metal Panic! – Andrei Kalinin
- 2003: One Piece – Blackbeard
- 2005: Bleach – Shunsui Kyōraku
- 2006: Keroro gunsō – Garuru
- 2007: Devil May Cry – Morrison
- 2008: Itazura na Kiss – Sudou-senpai
- 2008: Naruto Shippūden – Chiriku
- 2010: Durarara!! – Shingen Kishitani
- 2018: Golden Kamuy – Tetsuzō Nihei
- 2019: Saga winlandzka – Thorkell